# 格拉摩根谷
格拉摩根谷地郡（英語：Vale of Glamorgan；威爾斯語： [ˈbroː mɔrˈɡanʊɡ]），也称谷地郡（The Vale），是英国构成国威尔士南部的一个郡，首府为巴里，面积共335平方公里，人口为126,300人。该地区地势低洼，海拔仅137米。16.9％的人使用威尔士语。联合世界书院的其中一座位于此处。卡迪夫机场事实上位于此郡而非卡迪夫郡。
城市东北部与加的夫接壤，北部与朗达卡嫩塔夫接壤，西部为布里真德，南部为布里斯托尔湾。

## 友好城市
姐妹城市：
- 莱茵费尔登
- 穆斯克龙
- 法國 费康

签订了友好协议的城市：
- 尤尔巴尔卡斯
- 埃尼亚
- 普特诺克